# Осецько (Опольське воєводство)
Осецько (пол. Osiecko, нім. Oschietzko, 1936-45: Lichtenrode) — село в Польщі, у гміні Зембовиці Олеського повіту Опольського воєводства.
Населення — 105 осіб (2011).
У 1975-1998 роках село належало до Опольського воєводства.

## Демографія
Демографічна структура станом на 31 березня 2011 року:
|          | Загалом | Допрацездатний вік | Працездатний вік | Постпрацездатний вік |
| -------- | ------- | ------------------ | ---------------- | -------------------- |
| Чоловіки | 59      | 10                 | 46               | 3                    |
| Жінки    | 46      | 7                  | 30               | 9                    |
| Разом    | 105     | 17                 | 76               | 12                   |